# Robbie Findley
Robbie Findley (Phoenix, Arizona, Estados Unidos, 4 de agosto de 1985) es un futbolista estadounidense. Actualmente juega para el Rayo OKC de la North American Soccer League. Sus primos son los jugadores de baloncesto Mike Bibby y Eddie House, y el receptor abierto de fútbol americano Shaun McDonald. Además jugó en la Copa Mundial de Fútbol de 2010 con EE. UU.

## Selección nacional

### Participaciones en Copas del Mundo
| Mundial                        | Sede      | Resultado        |
| ------------------------------ | --------- | ---------------- |
| Copa Mundial de Fútbol de 2010 | Sudáfrica | Octavos de final |

## Clubes
| Club               | País           | Año         | Partidos | Goles |
| Colorado Rapids    | Estados Unidos | 2005 - 2006 | 17       | 15    |
| Los Angeles Galaxy | Estados Unidos | 2007        | 9        | 2     |
| Real Salt Lake     | Estados Unidos | 2007 - 2010 | 96       | 29    |
| Nottingham Forest  | Inglaterra     | 2011 - 2013 | 25       | 3     |
| Gillingham         | Inglaterra     | 2012        | 7        | 0     |
| Real Salt Lake     | Estados Unidos | 2013 - 2016 | 9        | 3     |
| Rayo OKC           | Estados Unidos | 2016 -      | 4        | 2     |